# Haining
Haining (fil) är en stad på häradsnivå, och tillhör Jiaxings stad på prefekturnivå i provinsen Zhejiang i östra Kina. Den ligger omkring 55 kilometer nordost om provinshuvudstaden Hangzhou.
Befolkningen uppgick till 807 000 invånare vid folkräkningen år 2010 och 166 901 invånare bodde i huvudorten Xiashi (år 2000). Den enda större orten i stadshäradet för övrigt är Chang'an med 71 561 invånare (2000). Haining har i söder kust mot Qiantangflodens mynning i Hangzhoubukten. Stadshäradet var år 2000 indelat i fjorton köpingar (kinesiska: 镇?, pinyin: zhèn) samt fyra socknar (kinesiska: 乡?, pinyin: xiāng).
En rad framstående kineser kommer från orten, bland annat poeten Xu Zhimo, författaren Jin Yong, politikern Bao Tong och forskaren Wang Guowei.